# كريستوفر غورس
كريستوفر غورس (بالإنجليزية: Christopher Gores)‏ هو لاعب كرة قدم أمريكي في مركز الدفاع، ولد في 23 سبتمبر 1977 في سانت بول في الولايات المتحدة. شارك مع منتخب بورتوريكو لكرة القدم. أما مع النوادي، فقد لعب مع تشارلستون بيتري.

## وصلات خارجية
- كريستوفر غورس على موقع قاعدة بيانات كرة القدم.إي يو (الإنجليزية)
- كريستوفر غورس على موقع ناشيونال فوتبول تيمز (الإنجليزية)